# Декларация независимости Албании

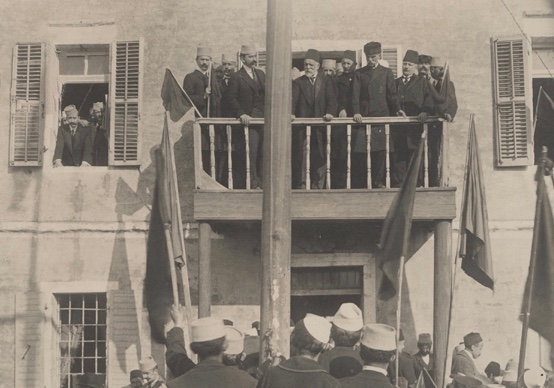
Провозглашение независимости Албании на митинге во Влёре

Деклара́ция незави́симости Алба́нии (алб. Shpallja e Pavarësisë или Deklarata e Pavarësisë) — декларация о государственном суверенитете Албании, принятая 28 ноября 1912 года во Влёре. Ранее Албания не имела государственности, являясь составной частью Османской империи.
Провозглашение независимости государства произошло в разгар Первой Балканской войны на Всеалбанском конгрессе. К тому моменту на территорию Албании претендовали Сербия и Черногория, которые хотели приобрести морские порты на побережье Адриатики. Планы этих государств не были реализованы, так как новое государство поддержали великие державы Франция и Великобритания.
После возникновения Албании её границы не были определены. Желание Сербии получить доступ к морю, а также отсутствие границ привело к Албанскому кризису 1913 года. В результате этого кризиса новое государство едва не было уничтожено.
Всего Декларацию подписали 83 человека, среди них будущий президент и король страны Ахмет Зогу, Леф Носи и дядя Энвера Ходжи — Хюсен Ходжа.